# World Masterpiece Theater
World Masterpiece Theater (engelska för 'världens mästerverksteater', WMT; japanska: 世界名作劇場, Sekai meisaku gekijō) är ett animeprojekt inlett 1967 och avslutat 2009. Idén var att skapa animeserier efter kända verk ur barnlitteraturen, och under 34 säsonger producerades totalt 1 460 avsnitt med mellan 26 och 53 avsnitt per säsong. I princip alla TV-serierna, som från 1975 producerades av Nippon Animation, originalvisades på Fuji TV.
Ett antal kända japanska animeregissörer har varit inblandade i en eller flera av WMT-titlarna. Dessa namn inkluderar Hayao Miyazaki och Isao Takahata, med produktioner som Heidi (efter Johanna Spyris böcker), Flanders no inu (efter Ouida) och Akage no Anne (efter Anne på Grönkulla). Många av TV-serierna har visats i dubbade versioner på TV i bland annat Frankrike, Tyskland och Italien.

## Historik

### Bakgrund och tidiga år
WMT sändes under flera årtionden på den japanska TV-kanalen Fuji TV, på söndagkvällar 19:30. Avsnitten är en knapp halvtimme långa, vilket inkluderar tid för det för japanska förhållanden standardiserade reklamblocket i mitten av varje avsnitt.
De första serierna producerades av Mushi Production, de efterföljande av Zuiyo Eizo. Från och med juli 1975 stod det nya bolaget Nippon Animation (sedan Zuiyo Eizo ombildats) som officiell producent, och detta var enligt vissa startskottet för WMT-produktionen i sin egentliga form. Det var dock först med 1979 års Akage no Anne som begreppet World Masterpiece Theater (japanska: Sekai meisaku gekijō) lanserades.
Den första produktion, då under sponsortiteln Calpis Comic Theater, var 1969 års Dororo to Hyakimaru som baserades på en manga av Osamu Tezuka. Den halvårslånga produktionen ersattes under hösten av en ny serie efter Tove Janssons Mumintrollen; Mūmin fortsatte under hela 1970, varefter 1971 års söndagskvällar på Fuji TV presenterades i lag med Andersen monogatari ('Andersens historier') med H.C. Andersen som gemensamt tema.
| Isao Takahata och Hayao Miyazaki medverkade på ett antal av 1970-talets TV-serier. |  | Isao Takahata och Hayao Miyazaki medverkade på ett antal av 1970-talets TV-serier. |
| Isao Takahata och Hayao Miyazaki medverkade på ett antal av 1970-talets TV-serier. |  |                                                                                    |

Även fortsättningsvis ägnades WMT-säsongerna i princip endast åt bearbetningar av verk ur den europeiska och nordamerikanska barnlitteraturen, företrädesvis skrivna på 1800- eller det tidiga 1900-talet. Ett antal produktioner från mitten och slutet av 1970-talet hade regi eller ledande animationsinsatser av Isao Takahata och Hayao Miyazaki, vilka senare skulle bilda sin egen Studio Ghibli. Takahata var regissör på 1974 års Alps no shōjo Heidi, liksom på Haha wo tazunete sanzen-ri (efter Edmondo De Amicis roman Cuore; ofta översatt som Marco) från 1976 och Akage no Anne, producerad 1979 efter Lucy Maud Montgomerys Anne på Grönkulla.
Ett antal av 1970-talsserierna blev stora japanska publikframgångar. Akage no Anne baserades på en barnbok som var flitigt läst i japanska skolor, och den har ökat på mängden japanska turister som besöker "Grönkulla-miljöerna" i Prince Edward Island. Den produktionen hade Yoshifumi Kondō som animationschef och Hayao Miyazaki som layoutansvarig fram till avsnitt 15. Även 1977 års historia om tvättbjörnen Rascal har blivit väl ihågkommen i Japan.

### 1980- och 1990-talet
Nya WMT-serier producerades löpande i många år efter manus hämtade från 1800- och tidiga 1900-talsförfattare som Mark Twain, Johann David Wyss, Eleanor H. Porter, Louisa May Alcott och J.M. Barrie.
Från och med 1980-talet roterade WMT-produktionerna mellan ett antal olika regissörer. Hiroshi Saitō (5 serier 1977–84) och Kōzō Kusuba (7 serier 1983–96) var de mest produktiva, följda av Yoshio Kuroda (2 serier 1975–81), Fumio Kurokawa (2 serier 1985–87). Isao Takahata, som stått för tre produktioner 1974–79, var under decenniet istället aktiv på andra produktionsbolag och från 1985 upptaget med den egna studion Studio Ghibli.
Mängden avsnitt per serie avtog successivt, från de cirka 52 (det vill säga alla årets söndagar) som gällde fram till 1978, till 40 avsnitt per serie i början av 1990-talet. I mitten av 1990-talet planade antalet avsnitt ut på 26, en standardstorlek på många animeserier som visas under ett halvår. Detta gällde 1996 års Meiken Lassie, efter Eric Knights berättelser om Lassie, liksom den därpå följande Ie naki ko Remi efter Hector Malots Hittebarnet.
Därefter upphörde WMT-produktionerna. 1990-talet var en expansiv tid inom anime, men de nya satsningarna gällde ofta produktioner för äldre tittare. När WMT lades på is var de banbrytande Neon Genesis Evangelion och Cowboy Bebop två av de mest uppmärksammade nya TV-animeserierna.

### 2000-talet
Fuji TV återupplivade WMT-konceptet 2007, med Les Misérables – Shōjo Cosette efter Victor Hugos roman. Året därpå sände kanalen Porphy no nagai tabi ('Porphys långa resa') efter Paul-Jacques Bonzons berättelse. Båda serierna var enligt den klassiska fullängdsmodellen på 52 avsnitt, dock uppgraderat till HD-TV-format och producerat i bredbild.
2009 års Konnichiwa Anne – Before Green Gables återknöt bekantskapen med Montgomerys Anne på Grönkulla, den här gången i en berättelse som presenterade Annes tidigare år. Serien baserade sig på en bok av Budge Wilson, utgiven året före och till 100-årsjubileet av utgivningen av Montgomerys första bok. TV-serien var dock endast 39 avsnitt lång, och den kom även att bli den sista WMT-produktionen.

## Betydelse och distribution

### Betydelse i Japan

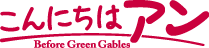
Konnichiwa Anne – Before Green Gables (2009) blev den sista WMT-produktionen.

WMT-serierna var ett kulturellt fenomen i hemlandet Japan, där flera generationer barn växte upp med de här söndags-TV-serierna. Flera av 1970-talsserierna har blivit del av det "kollektiva medvetandet", och serier som Alps no shōjo Heidi Flanders no inu samt Haha o tazunete sanzen ri har repriserats vid ett antal tillfällen. De två sistnämnda blev på 1990-talet föremål för långfilmer med utgångspunkt från TV-serierna (1997 respektive 1999).
Samma sentimentalitet som hindrade en framgångsrik distribution till Nordamerika (se nedan) gjorde TV-serierna populära i 1970- och 1980-talets Japan. Däremot var de 34 WMT-säsongerna av dessa litterärt präglade TV-serier en skola för japanska animeregissörer. Studio Ghiblis båda huvudregissörer Takahata och Miyazaki arbetade på ett antal av 1970-talets serier, och även namn som Gisaburō Sugii (Ginga tetsudō no yoru), Rintarō (Uchū kaizoku Captain Harlock, Metropolis med mera), Sunao Katabuchi och Tomomi Mochizuki höll i varsin säsong. Serierna bidrog också till att höja statusen för animation i Japan.

### Internationell distribution
Många av WMT-serierna har producerats och visats i dubbade versioner i olika europeiska länder. Detta inkluderar Frankrike, Västtyskland, Italien och Spanien.
Däremot har endast enstaka produktioner synts i den engelskspråkiga världen, trots att hela WMT-konceptet internationellt mest är känt under det engelska samlingsnamnet World Masterpiece Theater. Hittills har endast sex av säsongerna dubbats till engelska för den nordamerikanska marknaden – Fables of the Green Forest (1973), The Adventures of Tom Sawyer (1980), The Swiss Family Robinson: Flone of the Mysterious Island (1981), Little Women (1987), The Adventures of Peter Pan (1989) och The Bush Baby (1992). Det faktum att många av TV-serierna kretsar kring hemlösa, fattiga eller lidande barn, samt att de långa TV-serierna är tämligen långsamt berättade, har nämnts som orsaker till det svala intresset från amerikanska TV-inköpare.
Satellit-TV-bolaget Animax distribuerade senare egna engelska dubbningar av ett antal säsonger via sina engelskspråkiga kanaler i olika delar av Asien. Detta inkluderade Princess Sarah (från 1985) och Remi, Nobody's Girl (1987).
Animeserien är inte väl spridd i den norra delen av Europa, trots att vissa titlar varit bearbetningar av exempelvis Mumintrollen, Peter Pan och H.C. Andersens verk.

## Produktioner
| År                           | Originaltitel                                                                                  | Bokstavlig översättning (Officiell en-titel)                                        | Regissör               | Antal avsnitt | Originalverk (Originaltitel)      | Original- utgivning | Land           | Författare                                                            | Porträtt |
| ---------------------------- | ---------------------------------------------------------------------------------------------- | ----------------------------------------------------------------------------------- | ---------------------- | ------------- | --------------------------------- | ------------------- | -------------- | --------------------------------------------------------------------- | -------- |
| 1969                         | Dororo to Hyakkimaru (どろろと百鬼丸)                                                          | 'Dororo och Hyakkimaru'                                                             | Gisaburō Sugii         | 26            | Dororo                            | 1967–1968           | Japan          | Osamu Tezuka                                                          |          |
| 1969–70                      | Mūmin (ムーミン)                                                                               | 'Mumin'                                                                             | Masaaki Ōsumi m.fl.    | 65            | Mumin                             | 1945–1993           | Finland        | Tove Jansson                                                          |          |
|                              |                                                                                                |                                                                                     |                        |               |                                   |                     |                |                                                                       |          |
| 1971                         | Andersen monogatari (アンデルセン物語)                                                         | 'Andersens historier'                                                               | Masami Hata            | 52            | olika sagoberättelser             | 1835–1872           | Danmark        | H.C. Andersen                                                         |          |
| 1972                         | Shin Mūmin (新 ムーミン)                                                                       | 'Nya Mumin'                                                                         | Rintarō                | 52            | Mumin                             | 1945–1993           | Finland        | Tove Jansson                                                          |          |
| 1973                         | Yama nezumi Rocky Chuck (山ねずみ ロッキーチャック)                                            | 'Bergsråttan Rocky Chuck'                                                           | Masaharu Endo          | 52            | samling av djurberättelser        | ~1910–1920          | USA            | Thornton Burgess                                                      |          |
| 1974                         | Arupusu no shōjo Heidi (アルプスの少女ハイジ)                                                  | 'Alpflickan Heidi'                                                                  | Isao Takahata          | 52            | Heidi                             | 1880–1881           | Schweiz        | Johanna Spyri                                                         |          |
| 1975                         | Flanders no inu (フランダースの犬)                                                             | 'En hund från Flandern' (Dog of Flanders)                                           | Yoshio Kuroda          | 52            | En hund från Flandern             | 1872                | Storbritannien | Ouida                                                                 |          |
| 1976                         | Haha o tazunete sanzen ri (母をたずねて三千里)                                                 | '3000 ri på jakt efter mamma' (From the Apennines to the Andes)                     | Isao Takahata          | 52            | Hjärtat på rätta stället          | 1886                | Italien        | Edmondo De Amicis                                                     |          |
| 1977                         | Araiguma Rascal (あらいぐまラスカル)                                                           | 'Tvättbjörnen Rascal' (Rascal)                                                      | Hiroshi Saitō m.fl.    | 52            | Rascal                            | 1963                | USA            | Sterling North                                                        |          |
| 1978                         | Perrine monogatari (ペリーヌ物語)                                                              | 'Historien om Perrine' (The Perrine Story)                                          | Hiroshi Saitō m.fl.    | 53            | En famille                        | 1893                | Frankrike      | Hector Malot                                                          |          |
| 1979                         | Akage no Anne (赤毛のアン)                                                                     | 'Rödhåriga Anne' (Anne of Green Gables)                                             | Isao Takahata          | 50            | Anne på Grönkulla                 | 1908                | Kanada         | Lucy Maud Montgomery                                                  |          |
|                              |                                                                                                |                                                                                     |                        |               |                                   |                     |                |                                                                       |          |
| 1980                         | Tom Sawyer no bōken (トム・ソーヤーの冒険)                                                     | 'Tom Sawyers äventyr' (The Adventures of Tom Sawyer)                                | Hiroshi Saitō          | 49            | Tom Sawyers äventyr               | 1876                | USA            | Mark Twain                                                            |          |
| 1981                         | Kazoku Robinson hyōryūki fushigi na shima no Flone (家族ロビンソン漂流記 ふしぎな島のフローネ) | 'Familj Robinson drift — Flone på den underbara ön' (Flone on the Marvelous Island) | Yoshio Kuroda          | 50            | Den schweiziske Robinson          | 1812                | Schweiz        | Johann David Wyss                                                     |          |
| 1982                         | Minami no niji no Lucy (南の虹のルーシー)                                                      | 'Lucys sydliga regnbåge' (Southern Rainbow)                                         | Hiroshi Saitō          | 50            | Regnbågen i söder                 | 1982                | Australien     | Phyllis Piddington                                                    |          |
| 1983                         | Alps monogatari – watashi no Annette (わたしのアンネット)                                      | 'Alphistorien – min Annette' (The Alps Story: My Annette)                           | Kōzō Kusuba            | 48            | Treasures of the Snow             | 1950                | Storbritannien | Patricia St. John                                                     |          |
| 1984                         | Makiba no shōjo Katri (牧場の少女カトリ)                                                       | 'Katri, ängens flickan' (Katri, the Cow Girl)                                       | Hiroshi Saitō          | 49            | Paimen, piika ja emäntä           | 1936                | Finland        | Auni Nuolivaara                                                       |          |
| 1985                         | Shōkōjo Sara (小公女セーラ)                                                                    | 'Lilla prinsessan Sara' (Little Princess)                                           | Fumio Kurokawa         | 46            | En liten prinsessa                | 1905                | USA            | Frances Hodgson Burnett                                               |          |
| 1986                         | Ai shōjo Polyanna monogatari (愛少女ポリアンナ物語)                                            | 'Historien om Pollyanna, den lilla kärleksflickan' (Pollyanna)                      | Kōzō Kusuba            | 51            | Pollyanna och Pollyanna växer upp | 1913–1915           | USA            | Eleanor H. Porter                                                     |          |
| 1987                         | Ai no wakakusa monogatari (愛の若草物語)                                                       | 'Historien om kärlekens späda örter' (Little Women)                                 | Fumio Kurokawa         | 48            | Unga kvinnor                      | 1868–1869           | USA            | Louisa May Alcott                                                     |          |
| 1988                         | Shōkōshi Cedie (小公子セディ)                                                                  | 'Lille prins Cedie'                                                                 | Kōzō Kusuba            | 43            | Lille Lorden                      | 1885–1886           | USA            | Frances Hodgson Burnett                                               |          |
| 1989                         | Peter Pan no bōken (ピーターパンの冒険)                                                        | 'Peter Pans äventyr' (Peter Pan & Wendy)                                            | Takashi Nakamura m.fl. | 41            | Peter Pan                         | 1904–1911           | Storbritannien | J.M. Barrie                                                           |          |
|                              |                                                                                                |                                                                                     |                        |               |                                   |                     |                |                                                                       |          |
| 1990                         | Watashi no ashinaga ojisan (私のあしながおじさん)                                              | 'Min långbenta pappa' (Daddy-Long-Legs)                                             | Kazuyoshi Yokota m.fl. | 40            | Pappa Långben                     | 1912                | USA            | Jean Webster                                                          |          |
| 1991                         | Trapp ikka monogatari (トラップ一家物語)                                                       | 'Historien om familjen Trapp' (The Trapp Family Story)                              | Kōzō Kusuba            | 40            | Den sjungande familjen Trapp      | 1949                | USA            | Maria von Trapp                                                       |          |
| 1992                         | Daisōgen no chiisana tenshi Bushbaby (大草原の小さな天使 ブッシュベイビー)                     | 'Bushbaby, präriens lilla ängel'                                                    | Takayoshi Suzuki       | 40            | The Bushbabies                    | 1965                | Kanada         | William Stevenson                                                     |          |
| 1993                         | Wakakusa monogatari Nan to Jō-sensei (若草物語 ナンとジョー先生)                               | 'Historien om de späda örterna Nan och Jo' (Little Women II Jo's Boys)              | Kōzō Kusuba            | 40            | Våra vänner från ifjol            | 1871                | USA            | Louisa May Alcott                                                     |          |
| 1994                         | Nanatsu no Umi no Tico (七つの海のティコ)                                                      | 'Tico från de sju haven' (Tico and Friends)                                         | Yoshihiro Suzuki m.fl. | 39            | originalhistoria                  | —                   | Japan          | Noriyuki Aoyama, Hideki Mitsui, Aya Matsui, Mamiko Ikeda, Tōru Nobuto |          |
| 1995                         | Romeo no aoi sora (ロミオの青い空)                                                             | 'Romeos blå himmel' (Romeo and the Black Brothers)                                  | Kōzō Kusuba            | 33            | Sotarpojken                       | 1941                | Schweiz        | Lisa Teztner / Kurt Held                                              |          |
| 1996                         | Meiken Lassie (名犬ラッシー)                                                                   | 'Lassie, den trogna hunden' (Lassie)                                                | Sunao Katabuchi        | 26            | Lassie på äventyr                 | 1940                | USA            | Eric Knight                                                           |          |
| 1996–97                      | Ie naki ko Remy (家なき子レミ)                                                                 | 'Hemlösa barnet Remy' (Sans Famille)                                                | Kōzō Kusuba            | 26            | Hittebarnet                       | 1878                | Frankrike      | Hector Malot                                                          |          |
| 1998–2006: inga produktioner |                                                                                                |                                                                                     |                        |               |                                   |                     |                |                                                                       |          |
| 2007                         | Les Misérables Shōjo Cosette (レ・ミゼラブル 少女コゼット)                                     | 'Les Misérables – Lilla Cosette' (Les Miserables)                                   | Hiroaki Sakurai        | 52            | Samhällets olycksbarn             | 1862                | Frankrike      | Victor Hugo                                                           |          |
| 2008                         | Porphy no nagai tabi (ポルフィの長い旅)                                                        | 'Porphys långa resa' (Mina and Porphyras)                                           | Tomomi Mochizuki       | 52            | Les Orphelins de Simitra          | 1955                | Frankrike      | Paul-Jacques Bonzon                                                   |          |
| 2009                         | Konnichiwa Anne – Before Green Gables (こんにちは アン 〜Before Green Gables)                  | 'Godmorgon Anne – före Grönkulla' (Before Green Gables)                             | Katsuyoshi Yatabe      | 39            | Before Green Gables               | 2008                | Kanada         | Budge Wilson efter Lucy Maud Montgomery                               |          |

### Titel

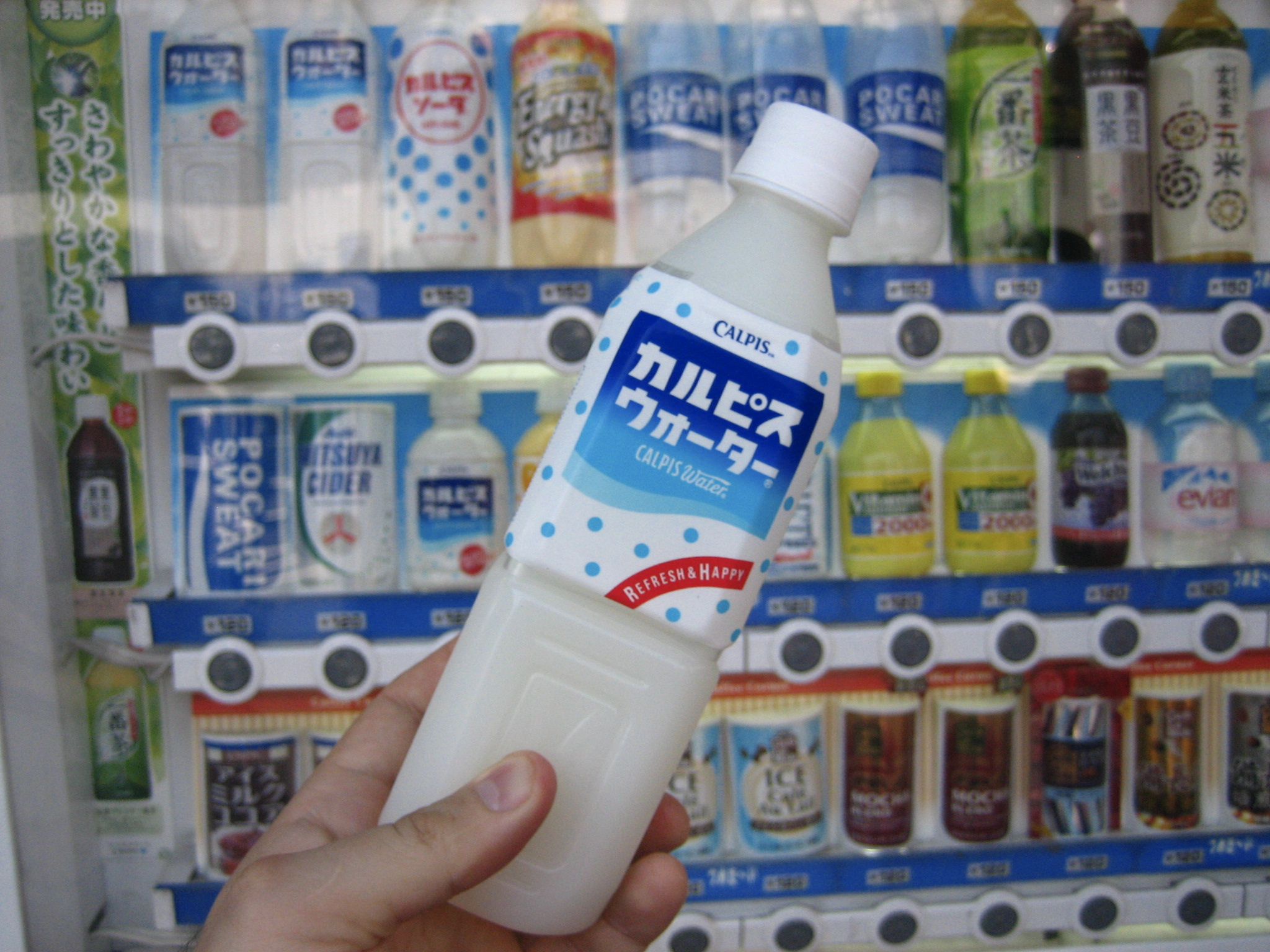
Livsmedelsföretaget Calpis sponsrade fram till 1979 TV-serieproduktionen.

Serien har varit känd och marknadsförts under ett antal olika namn, ofta med inledande sponsortitel. Nippon Animations officiella engelskspråkiga namn för serien är "The Classic Family Theater Series" ('den klassiska familjeteaterserien'). Nedan listas de olika officiella engelskspråkiga distributionstitlarna:
- 1969–1974 • Calpis Comic Theater
- 1975–1977 • Nippon Animation – Calpis Children's Theater
- 1978 • Calpis Family Theater
- 1979–1985 • World Masterpiece Theater
- 1986–1993 • House Foods World Masterpiece Theater
- 1994–1997 • World Masterpiece Theater
- 2007–2009 • House Foods World Masterpiece Theater